# Menace en Camargue
Menace en Camargue est le 12e album de la série de bande dessinée La Patrouille des Castors, dessiné par MiTacq, aidé par Adolphe Tacq, sur un scénario de Jean-Michel Charlier. Il est prépublié dans le journal Spirou entre mars et août 1963, puis est publié sous forme d'album en 1965.

## Univers

### Synopsis

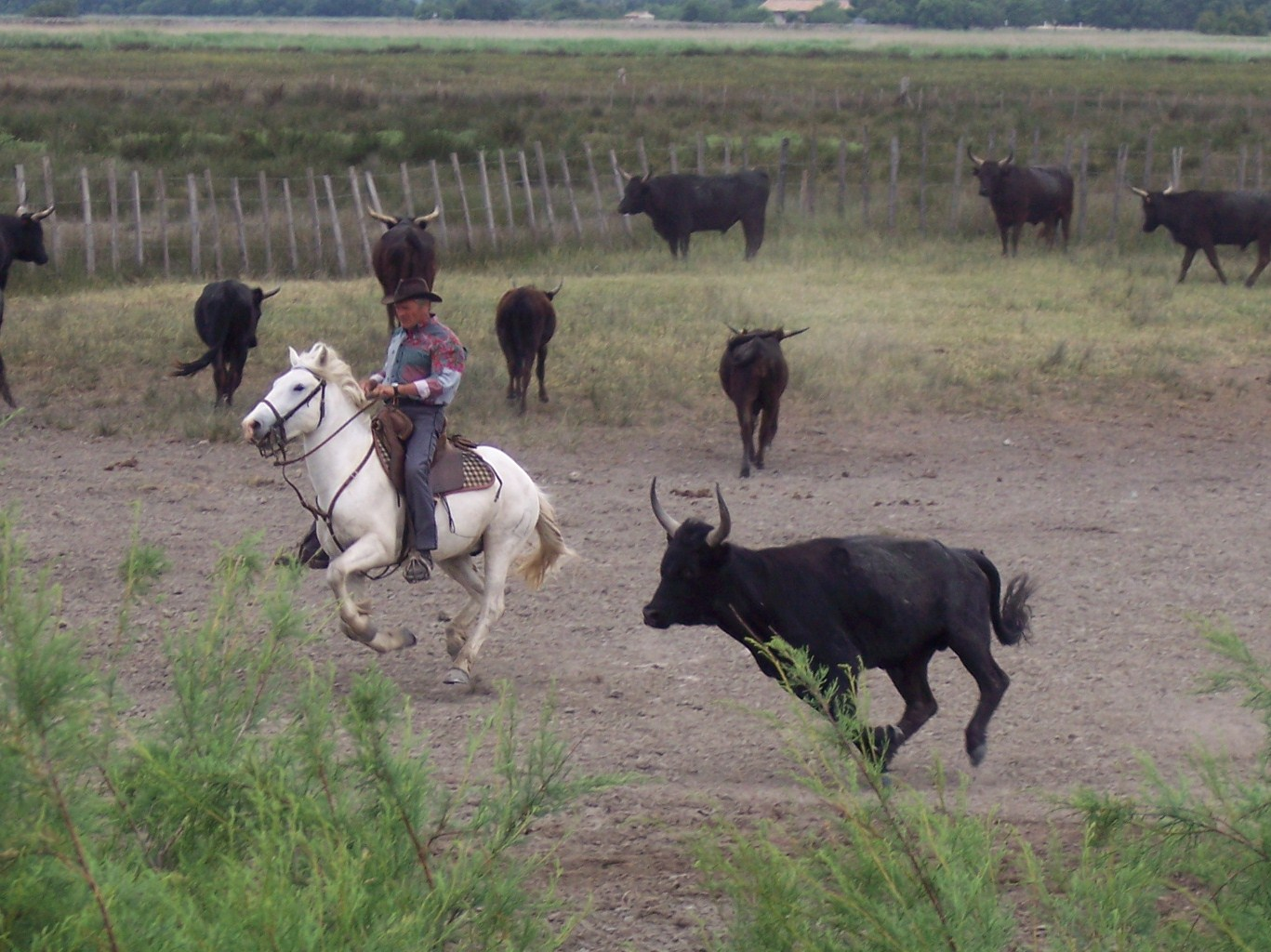
Image typique de la Camargue : un gardian et des taureaux

Monsieur Monicelli, un ami du père de Chat, a invité la Patrouille des Castors dans son mas, près de Saintes-Maries-de-la-Mer, en Camargue. Arrivés sur place, le scouts font sa connaissance ainsi que celle de Luis Gomez, son intendant, et de Maître Streicher, un ornithologue. Les terres de Monicelli sont vastes et convoitées par des Américains. C'est sur ces mêmes terres qui des Gitans passent également au grand désarroi de Gomez, qui, raciste, les accuse de voler et d'empoisonner les bêtes. Les scouts font néanmoins la connaissance de Chico, un enfant gitan, et de son grand-père, Joseph Zarraté. Un soir, Streicher est retrouvé mort et tout accuse le vieux gitan...

### Personnages
Les scouts :
- Poulain, chef de patrouille
- Chat (Michel[2], dit)
- Faucon
- Tapir
- Mouche

Les autres personnages :
- Monsieur Monicelli : le propriétaire du mas
- Luis Gomez : l'intendant de M. Monicelli
- Maître Streicher : l'ornithologue
- Chico : l'enfant gitan
- Joseph Zarraté : le grand-père de Chico
- Justin : le maréchal-ferrant

## Publication

### Revues
Publié dans Spirou du 14 mars (no 1300) au 8 août 1963 (no 1321).

### Album
Publié en album en 1965, aux éditions Dupuis. Il a ensuite été réédité en 1969 (avec un numéro 12, sur la couverture), en 1981 et en décembre 1986 (en album cartonné). Il a ensuite été réédité dans le 4e tome de la série Tout MiTacq, Les Castors - Du mas au palais , publié en 1991 et dans le 3e tome de L'intégrale de la Patrouille des Castors, en juillet 2012.

### Couverture de l'album
La couverture de l'album représente Poulain sur un cheval au galop tenant de rattraper Chico, lui aussi sur un cheval au galop.